# کلندر (آیووا)
کلندر (به انگلیسی: Callender) شهری در ایالت آیووا کشور ایالات متحده آمریکا است که جمعیت آن در سرشماری سال ۲۰۱۰ میلادی، ۳۷۶ نفر بوده‌است.